# Nancy Hingston
Nancy Burgess Hingston ist eine US-amerikanische Mathematikerin.
Hingston studierte Mathematik und Physik an der University of Pennsylvania mit dem Bachelor-Abschluss in beiden Fächern  und  wurde 1981 an der Harvard University bei Raoul Bott promoviert (Equivariant Morse theory and closed geodesics). Sie lehrte an der University of Pennsylvania und ist Professorin am The College of New Jersey. Außerdem war sie mehrfach Gastwissenschaftlerin am Institute for Advanced Study (1985/86, 1998/99, 2005/06, 2011/13).
Sie befasst sich mit Differentialgeometrie, wobei sie Methoden der algebraischen Topologie und Funktionalanalysis anwendet.
2014 war Hingston eingeladene Sprecherin auf dem Internationalen Mathematikerkongress in Seoul (Loop products, Poincare duality, index growth and dynamics). Sie ist Fellow der American Mathematical Society (2017).
Hingston ist seit 1981 mit einem Anwalt verheiratet und hat drei Kinder. Als Hobby spielt sie Cello.

## Schriften (Auswahl)
- Equivariant Morse theory and closed geodesics, J. Diff. Geom., Band 19, 1984, S. 85–116, Project Euclid
- Subharmonic solutions of Hamiltonian equations on tori, Annals of Mathematics, Band 170, 2009, S. 529–560